# Детская горка

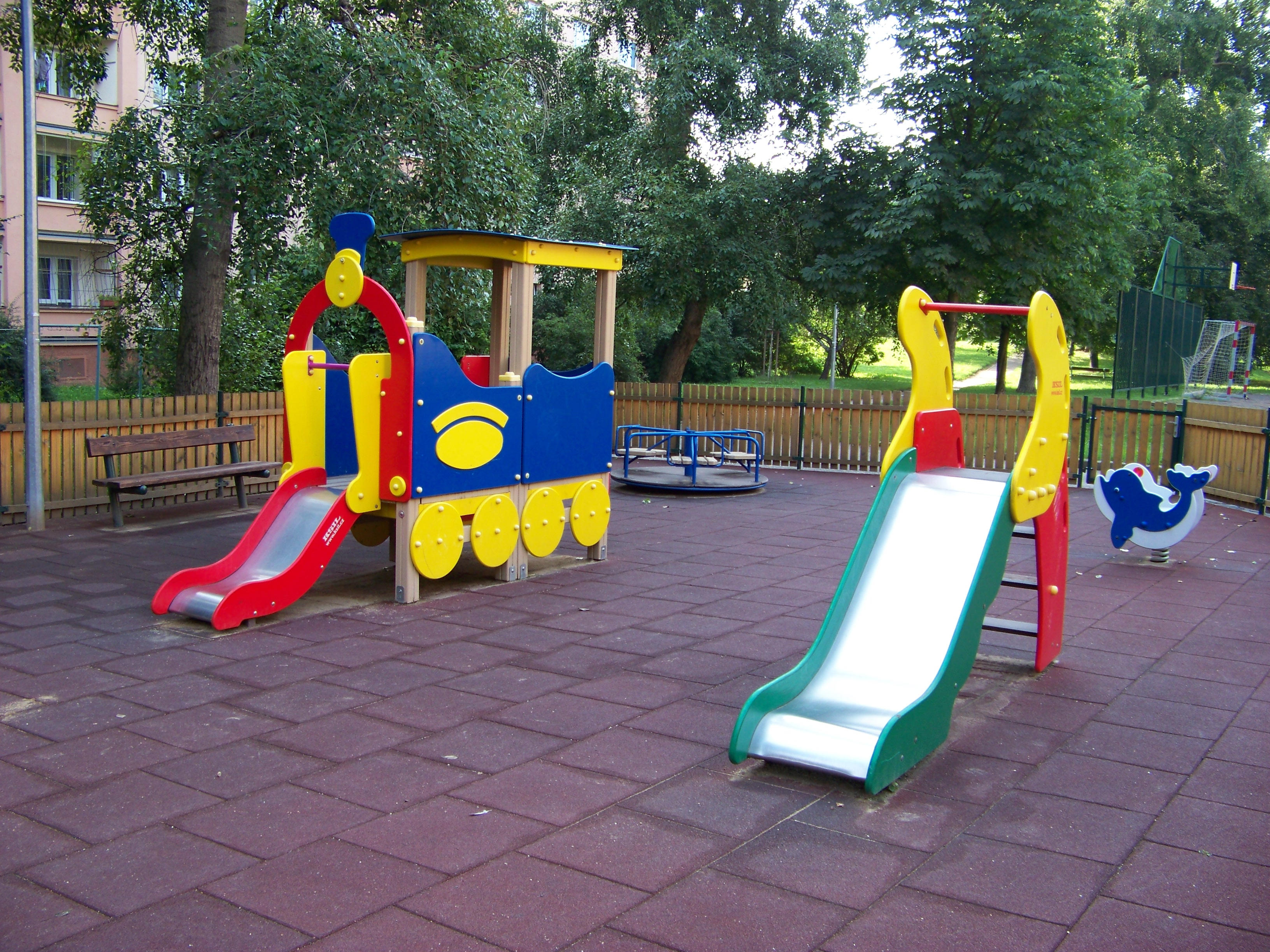
Площадка с детскими горками в Праге

Детская горка — сооружение с гладким наклонным спуском и лесенкой, позволяющей забираться на верхнюю площадку и скатываться вниз. Предназначено для развлечения и спортивного развития детей, устанавливается на детских площадках, в парках и других местах детского отдыха.

## История
Катание с ледяных гор было издавна известно в России, причём это была не только детская, но и популярная взрослая забава. С началом зимы в Москве за стенами Кремля ежегодно строились горы, ведущие с высокого Васильевского Спуска к берегу Москва-реки. Катанием с гор развлекались и простолюдины, и аристократия — так, в Ораниенбауме была построена высокая катальная гора специально для будущей императрицы Екатерины II (от неё сохранилась лишь аллея, высаженная вдоль длинного спуска). В XIX катальные горки устраивались в помещениях императорских дворцов для детей из царской семьи. В частности, такая горка была на детской половине Александровского дворца в Царском Селе. Те, кто не могли себе позволить строить дома специальное сооружение, придумывали иные способы. Так, известно что в московском доме Льва Толстого дети писателя катались с покрытой ковром лестницы на широких жестяных подносах.
То, что во многие западные страны эта забава пришла из России, отражается в названии аттракциона «американские горки», который во многих языках, включая английский, французский, итальянский и испанский, называется «русскими горами».
По одной из версий, в Европе первая горка современного типа была построена Чарльзом Уикстидом: она была сделана из деревянных досок и установлена в Парке Уикстид в британском городе Кеттеринг в 1922 году. При этом для мальчиков и девочек предназначались разные спуски.

## Разновидности
Детские горки могут быть изготовлены из пластика, дерева или металла.
Поверхность спуска может быть как прямой, так и волнообразной («горками»). Спуск может также иметь спиралевидную форму, закручиваясь вокруг вертикальной оси.
Спуск горки может быть как плоским, так и с загибающимися бортиками. Иногда спуск полностью закрыт и представляет собой трубу; последняя разновидность нередко применяется в водных горках в аквапарках (см. также тобогган).
В больших парках аттракционов могут устанавливаться крупные разновидности горок с несколькими параллельными спусками.

## Галерея

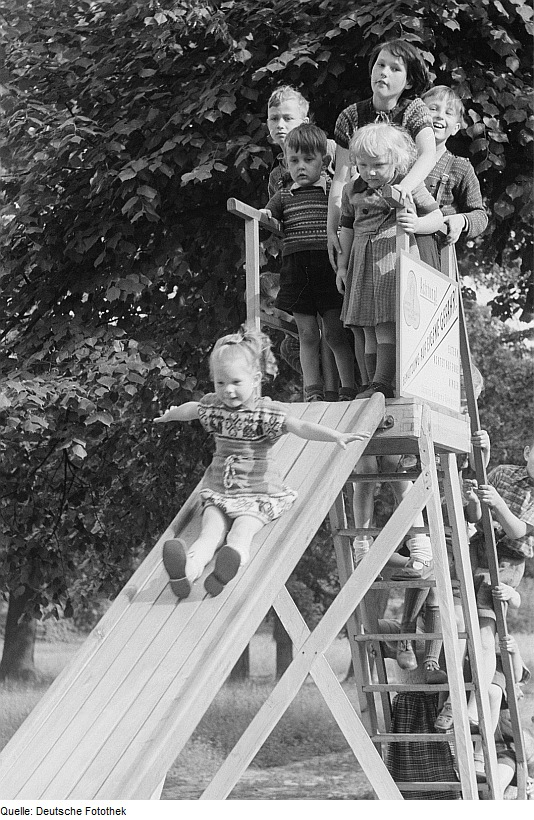
Горка старого образца (Лейпциг)
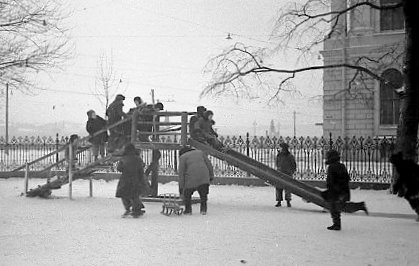
Ледяная горка в Румянцевском саду (фото 1959 года)
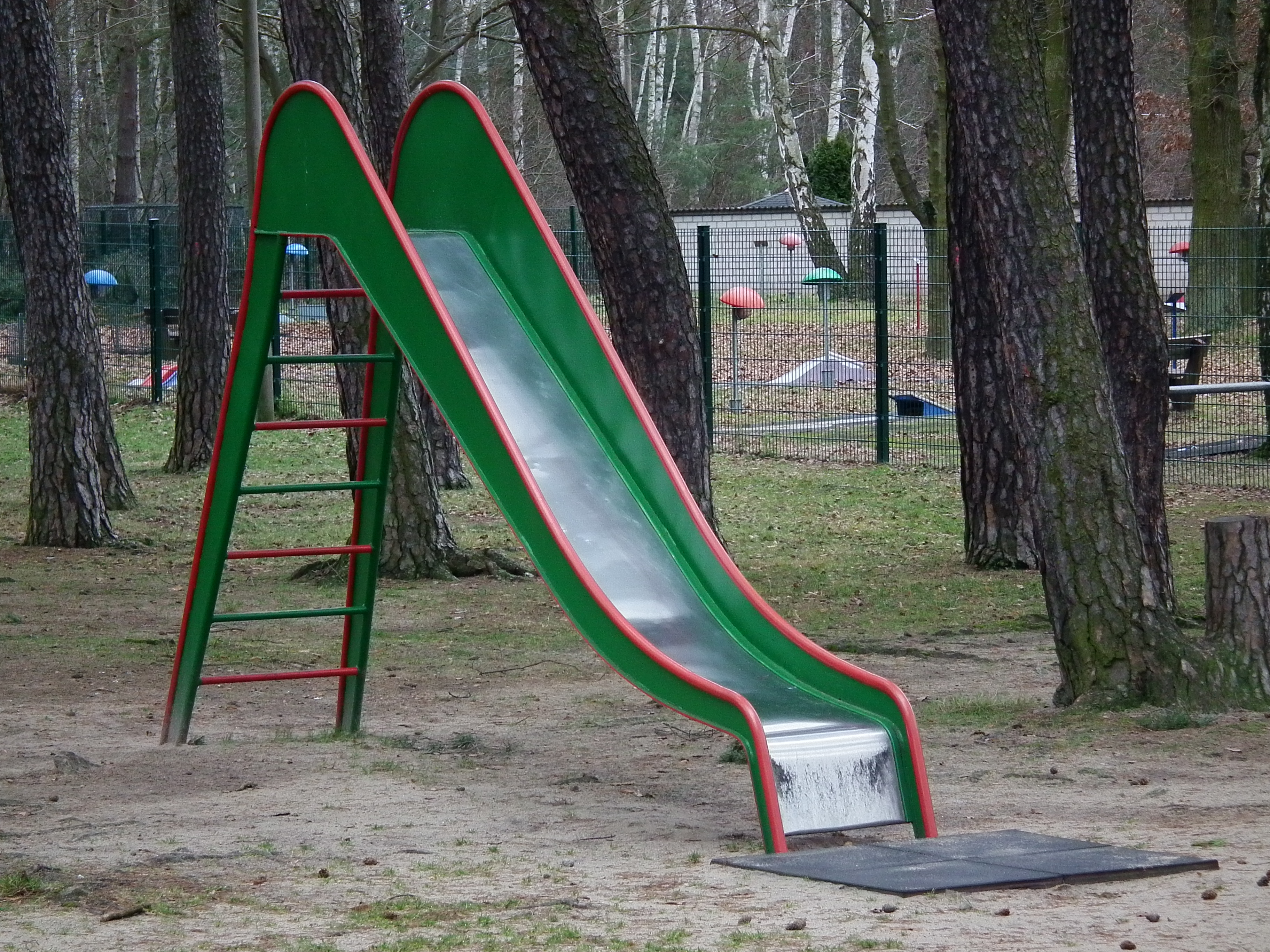
Металлическая горка с прямым спуском
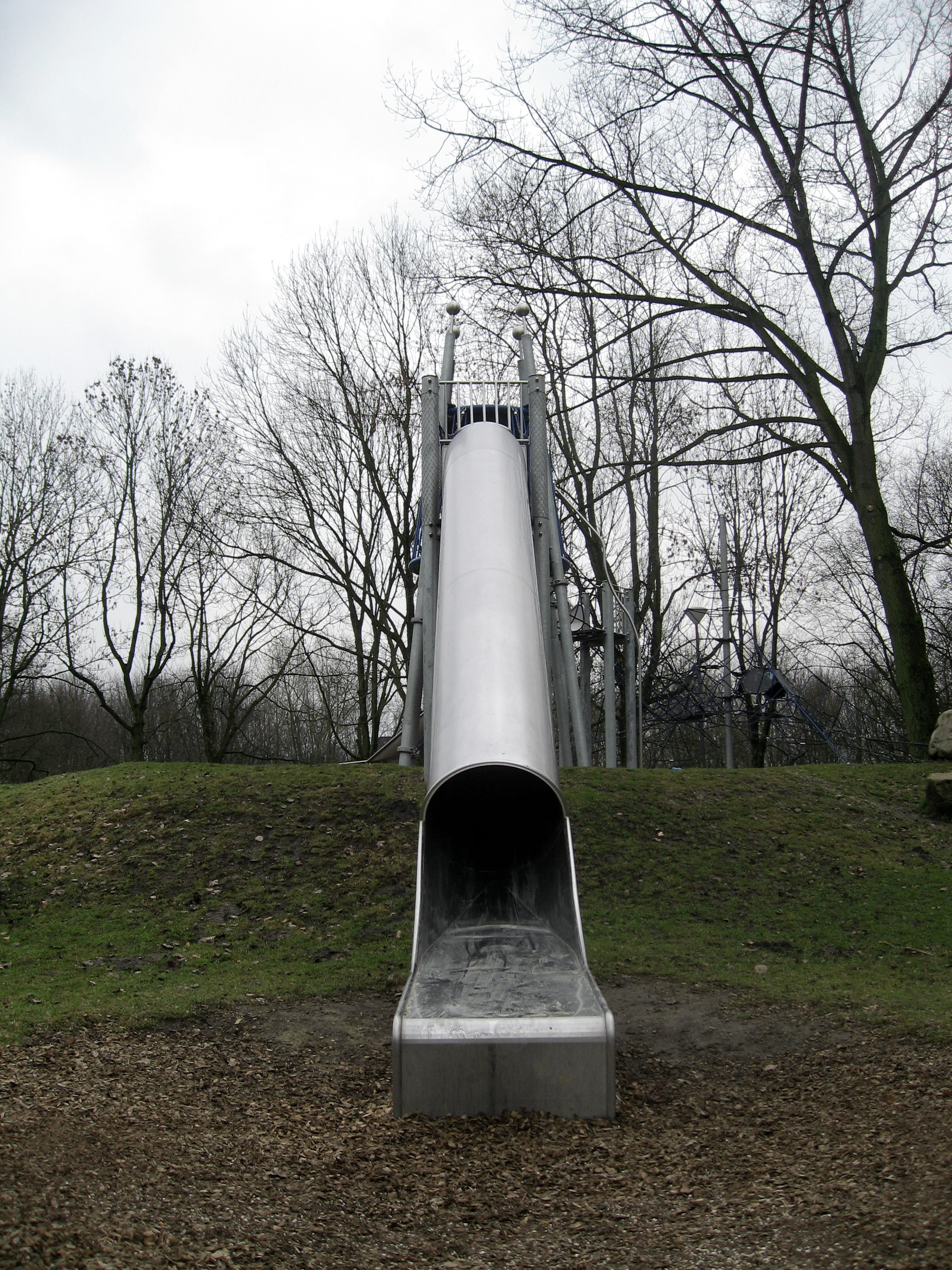
Металлическая горка с закрытым спуском
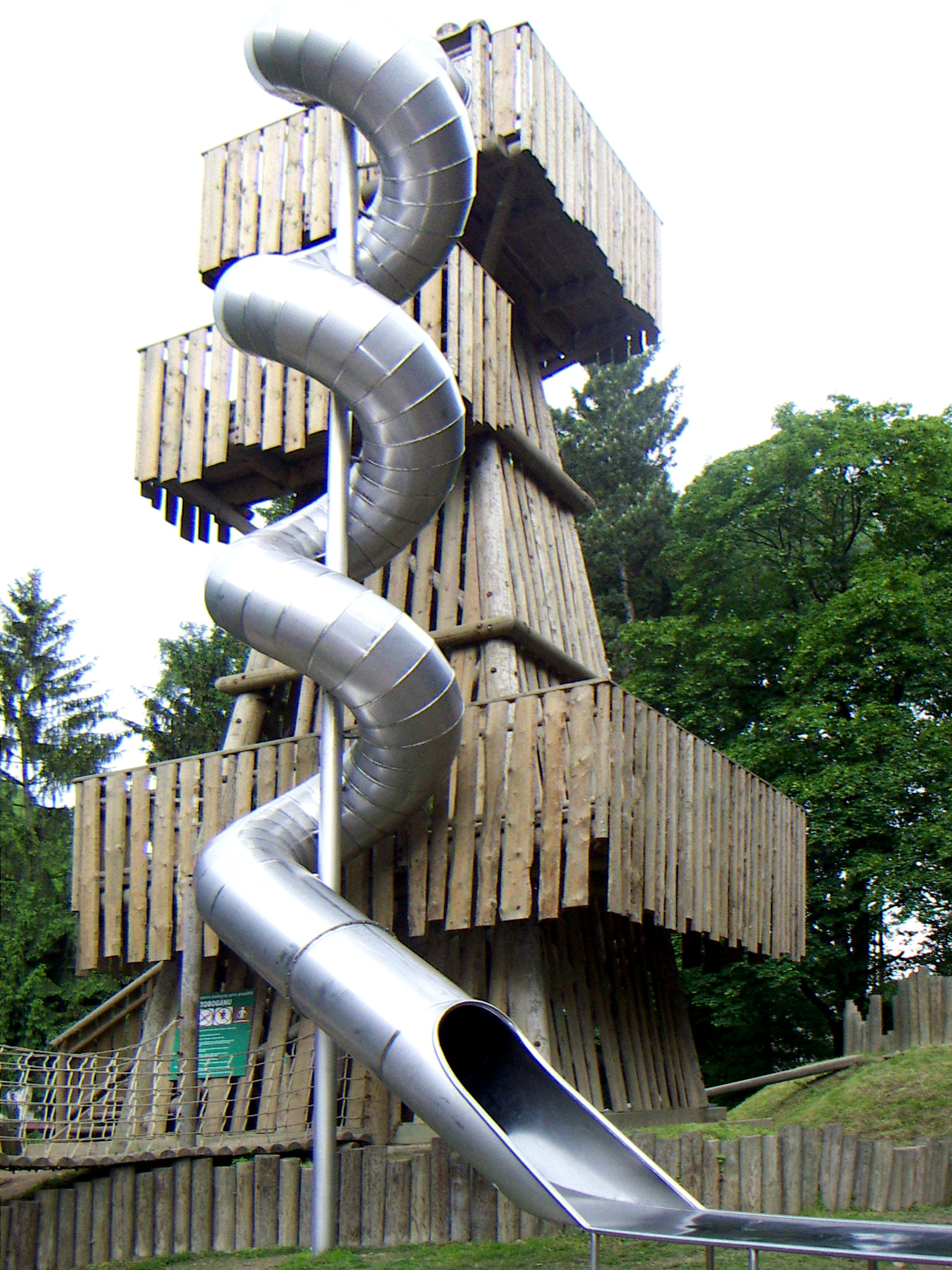
Спиралевидная горка с закрытым спуском
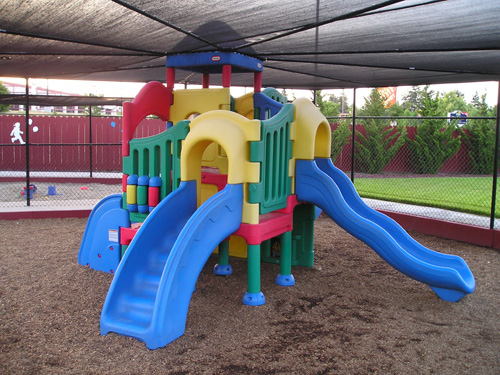
Современная пластиковая горка
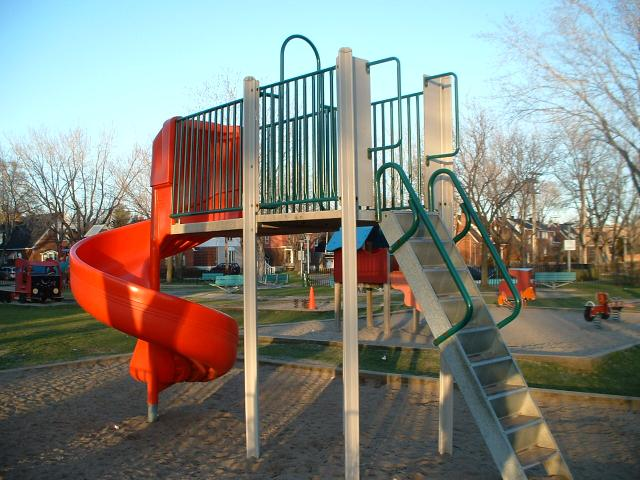
Пластиковая спиралевидная горка
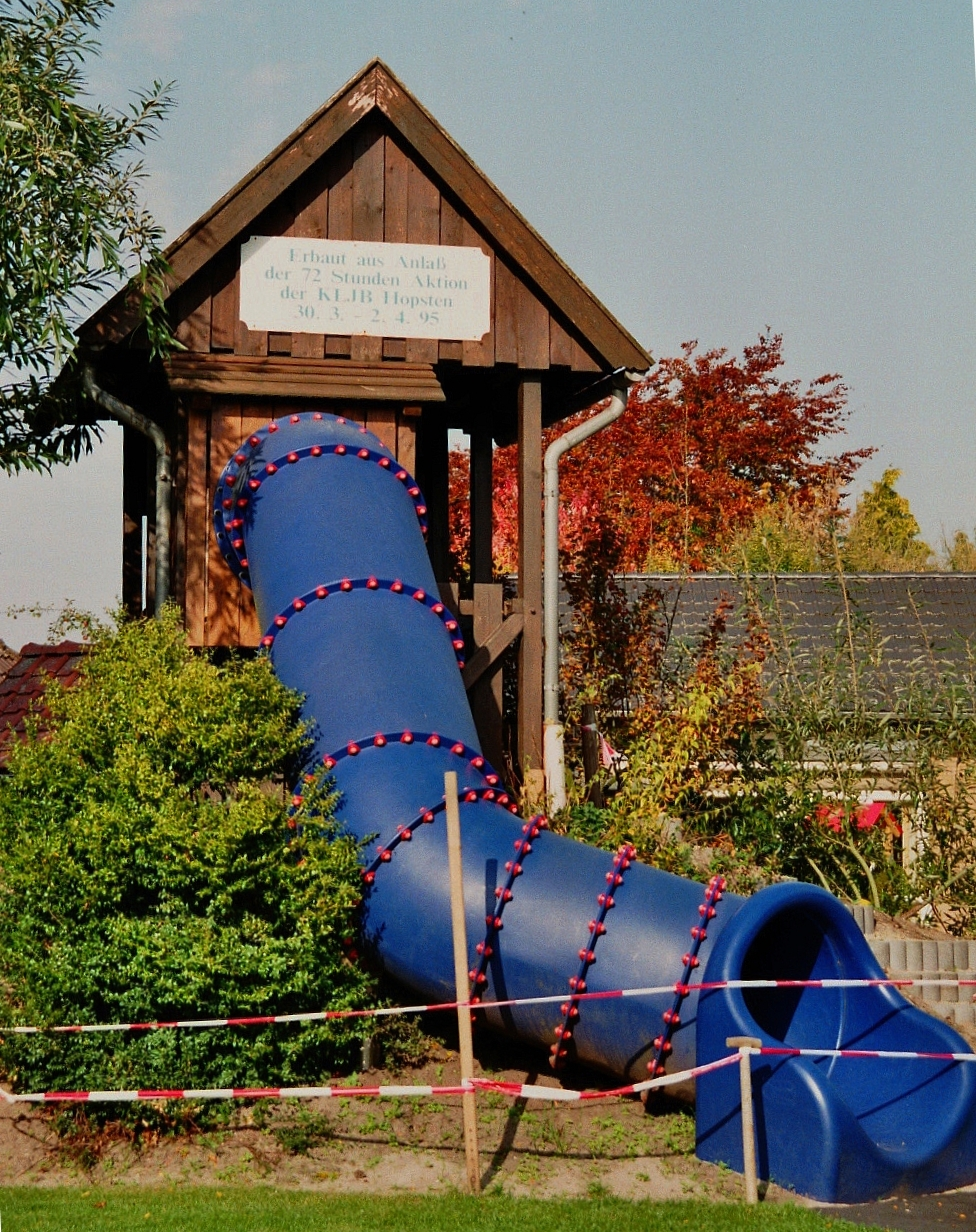
Горка с закрытым спуском в виде трубы
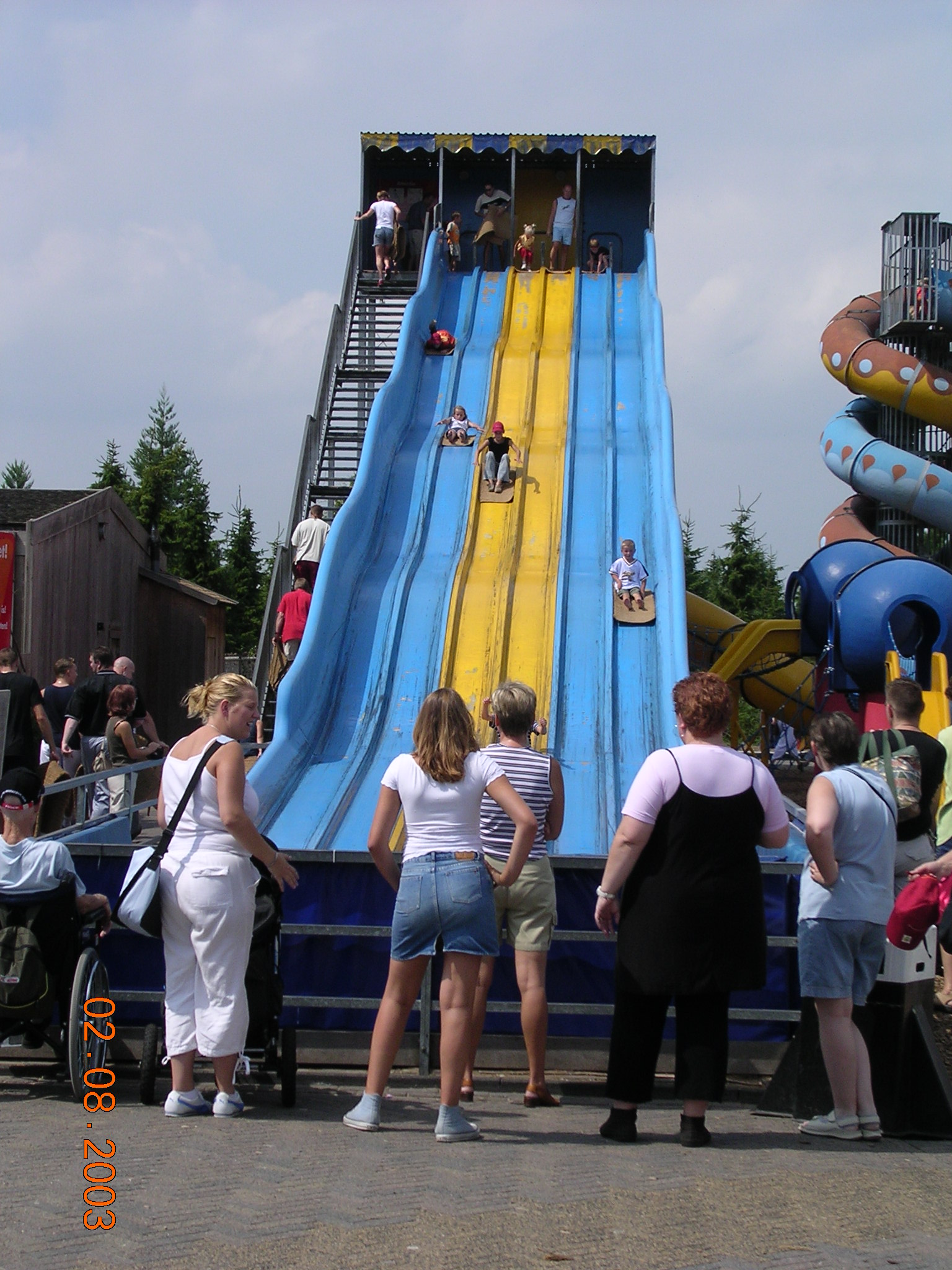
Большая горка с параллельными спусками
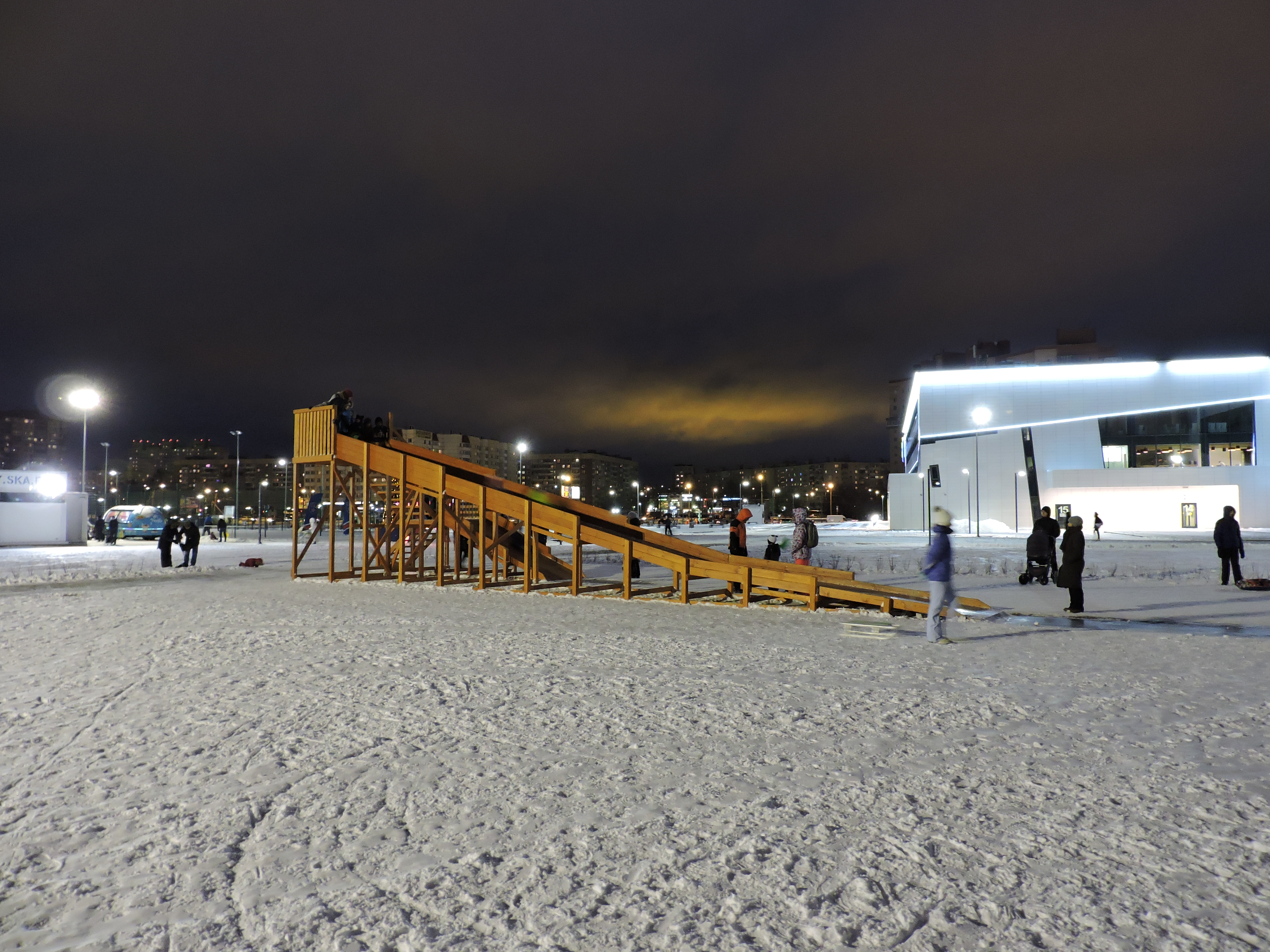
Пологая горка с прямым спуском